# Anna Siemińska-Lewandowska
Anna Siemińska-Lewandowska – polska inżynier, prof. dr hab.

## Życiorys
5 lutego 1986 obroniła pracę doktorską Analiza pracy układu ściana oporowa - kotew iniekcyjna, 12 grudnia 2001 habilitowała się na podstawie pracy zatytułowanej Przemieszczenia kotwionych ścian szczelinowych. 4 sierpnia 2011 nadano jej tytuł profesora w zakresie nauk technicznych. Jest zatrudniona na stanowisku profesora w Instytucie Dróg i Mostów i prodziekana na Wydziale Inżynierii Lądowej Politechniki Warszawskiej, a także sekretarza Komitetu Inżynierii Lądowej i Wodnej na IV Wydziale Nauk Technicznych Polskiej Akademii Nauk. W 2004 otrzymała nagrodę im. prof. Wacława Żenczykowskiego.